# Distretto di Jiaojiang
Il distretto di Jiaojiang (椒江区S, Jiāojiāng QūP) è un distretto della Cina, situato nella provincia dello Zhejiang.